# Laura Kraut
Laura Kraut (n. 14 noiembrie 1965, Camden⁠(d), Carolina de Sud, SUA) este o sportivă ce a reprezentat Statele Unite ale Americii, medaliată olimpică. A participat la 3 ediții ale Jocurilor Olimpice (2000, 2008, 2020) în care a câștigat o medalie de aur.